# بنجامين بوسي
بنجامين بوسي هو سياسي أمريكي، ولد في 1 نوفمبر 1875 في إيفانسفيل في الولايات المتحدة، وتوفي في 22 أبريل 1922. نشط حزبياً في الحزب الديمقراطي.